# TWENTIETH TRIANGLE TOUR
『TWENTIETH TRIANGLE TOUR』とは、20th Centuryによるオリジナル脚本舞台。2017年1月に第一弾である『TWENTIETH TRIANGLE TOUR 戸惑いの惑星』が公演された。通称は「TTT」。

## 概要
「TTT」とは、「未知の舞台表現を開拓し、観客と共に新たな旅に出よう！」という思いからトニセンが創り上げる公演である。コンサートやトークショー、ミュージカルとも違う、まだ出会ったことのない、音楽と演劇が融合した「Play with Music」という新しい舞台のカタチを目指している。
「TWENTIETH TRIANGLE TOUR」は井ノ原の依頼でジャニー喜多川が命名した。井ノ原が「名前を付けてもらいたい」と電話したところ、翌日に「TTTだよ!!」と連絡があったという。トニセンのライフワークのような公演にしたい、という思いを汲んで「3人のトライアングルでツアーを続けていく」、「TRIANGLEは壊すことなく続けていくこと」という意味が込められている。また坂本は、TTTという文字列が3人揃って支え合ってるみたいに見える、とも語っている。

## TWENTIETH TRIANGLE TOUR 戸惑いの惑星
本作は新たな舞台表現を模索するために１年半前から計画された。トニセンの楽曲に合わせてストーリーが展開されるが、ミュージカルではなく音楽と演劇が融合した「Play with Music」という新たなジャンルとして公演された。脚本・演出はG2が手がけた。
生きることに惑う3人の男たちが、胸の深くにしまい込んでいた「本当の自分」と再会するための心の旅路を描いた物語。一通の手紙をきっかけに、3人のこれまでの思い出を探る旅が始まる。
キャッチコピーは「ボクらはこの惑星(ホシ)で、永遠を奏でる」である。坂本はトロンボーン、長野はホルン、井ノ原はフリューゲルホルンと新たな楽器にも挑戦し、この作品のためにつくられたオリジナルナンバー「Change your destiny」を吹き鳴らした。
日程
- 2017年1月21日 - 2月14日、東京グローブ座 / 2月18日 - 19日、梅田芸術劇場シアター・ドラマシティ / 2月24日 - 26日、キャナルシティ博多

キャスト
- 三池 - 坂本昌行：画家を目指してる男。
- 由利 - 長野博：子供時代に目撃した“奇跡”を研究している。
- 長谷川 - 井ノ原快彦：小説家志望。

ミュージシャン
- 荻野清子、佐藤史朗、岸徹至、萱谷亮一

映像化
2018年2月14日にDVDが発売された。初回限定盤に付属するCDは舞台で使用された楽曲をまとめたものである。
DVD
- 舞台本編収録（初回盤・通常盤ともに映像内容は同様）
- 【メンバー副音声付き〜話が逸れまくりの鑑賞会〜】（通常盤のみ）
- ※字幕ON/OFF機能付き

CD （初回盤）
1. Change your destiny
2. 不惑
3. オレじゃなきゃ、キミじゃなきゃ
4. Sing!
5. ちぎれた翼
6. days-tears of the world-
7. Dahlia

## TWENTIETH TRIANGLE TOUR Vol.2 カノトイハナサガモノラ
20th Centuryによるオリジナル脚本舞台の第二弾。脚本・演出は御徒町凧が手がけた。2018年の夏から御徒町とトニセンによるワークショップが重ねられ、お芝居ともフリートークともつかない中間にある面白さを目指した作品となっている。
ライブハウスを想像させるような空間「ソウル・ターミナル」が舞台。サカモト、ナガノ、イノハラの3人が他愛もない会話をし、思いを込めた歌を披露していくことで、それぞれの過去、現在、未来、そして嘘や本当が見えてくる、という物語。「会って話を」などトニセンの楽曲の他にも、「コバルトブルー」などそれぞれのソロ曲や、V6の「愛なんだ」などが披露された。
キャッチコピーは「手を取り合えば無重力」。タイトルの「カノトイハナサガモノラ」は3人の名前をランダムに組み合わせたものになっている。
日程。
- 2019年7月27日 - 8月20日、東京グローブ座 / 8月30日 - 9月1日、北九州劇場 大ホール / 9月7日 - 9月10日、梅田芸術劇場 シアター・ドラマシティ

キャスト
- サカモト - 坂本昌行
- ナガノ - 長野博
- イノハラ - 井ノ原快彦
- 上田遥、神佐澄人、西海孝、朝倉真司、堀井慶一、大江康太

映像化
2020年3月18日にDVDが発売。通常盤のCDには本作のために書き下ろされた新曲3曲と、「20th Century Diner Show 2019」で披露された新曲2曲が収録されている。
通常盤(DVD+CD)
DVD
- 20th Century、TWENTIETH TRIANGLE TOUR Vol.2 カノトイハナサガモノラ 本編

CD
1. カノトイハナサガモノラ
  - 本作のために書き下ろされた楽曲[19]。
2. 20th Century デス
3. トライアングル
4. グレイテスト・ラヴァー
  - ディナーショーのオープニングとアンコールで披露された[19]。
5. Winter Wonderland
  - ディナーショーで披露された新曲のクリスマスソング[19]。

初回盤(Blu-ray)
- 20th Century、TWENTIETH TRIANGLE TOUR Vol.2 カノトイハナサガモノラ 本編
- 20th Century Diner Show 2019 本編